# Dirección de Remonta y Veterinaria
La Dirección de Remonta y Veterinaria (DRV) es un organismo del Ejército Argentino con asiento en Palermo y bajo la dependencia orgánica de la Subjefatura del Estado Mayor General del Ejército (SUBJEMGE).

## Historia
Fue creada el 23 de marzo de 1898 la Inspección General de Remonta por decreto de Julio Argentino Roca.
En 1916 constituyó la VII División-Remonta, Campos de Maniobras y Propiedades bajo la órbita del Ministerio de Guerra. En 1924 fue creada la Dirección de Remonta bajo dependencia directa del Ministerio de Guerra.
En 1964 fue reorganizada como Comando de Remonta y Veterinaria y Dirección General de Remonta y Veterinaria, bajo la órbita del Comando en Jefe del Ejército. En 2004 cambió su denominación por Comando de Remonta y Veterinaria.
El 16 de enero de 1967, el dictador Juan Carlos Onganía declaró de interés nacional la crianza del équido.

## Organización

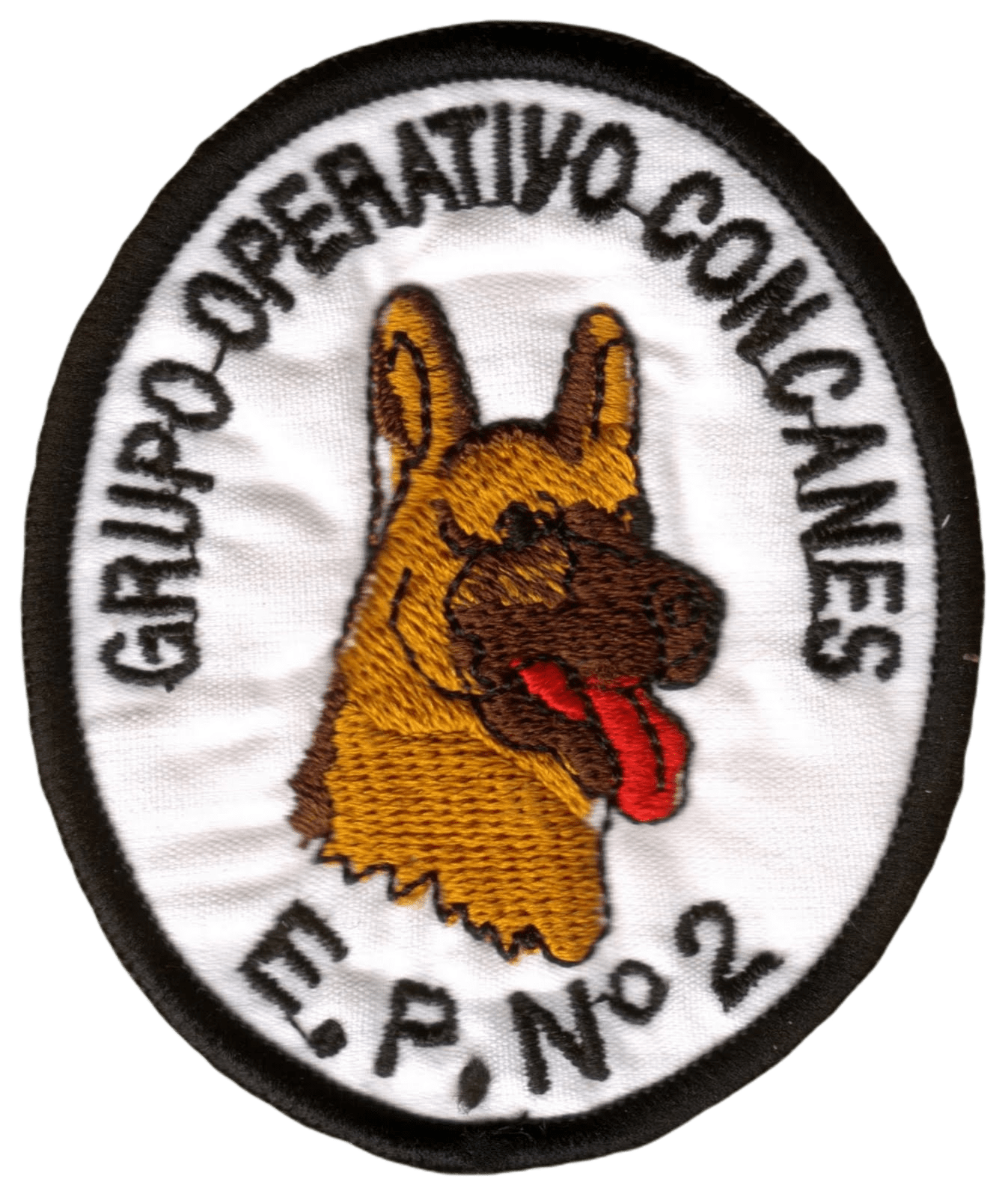
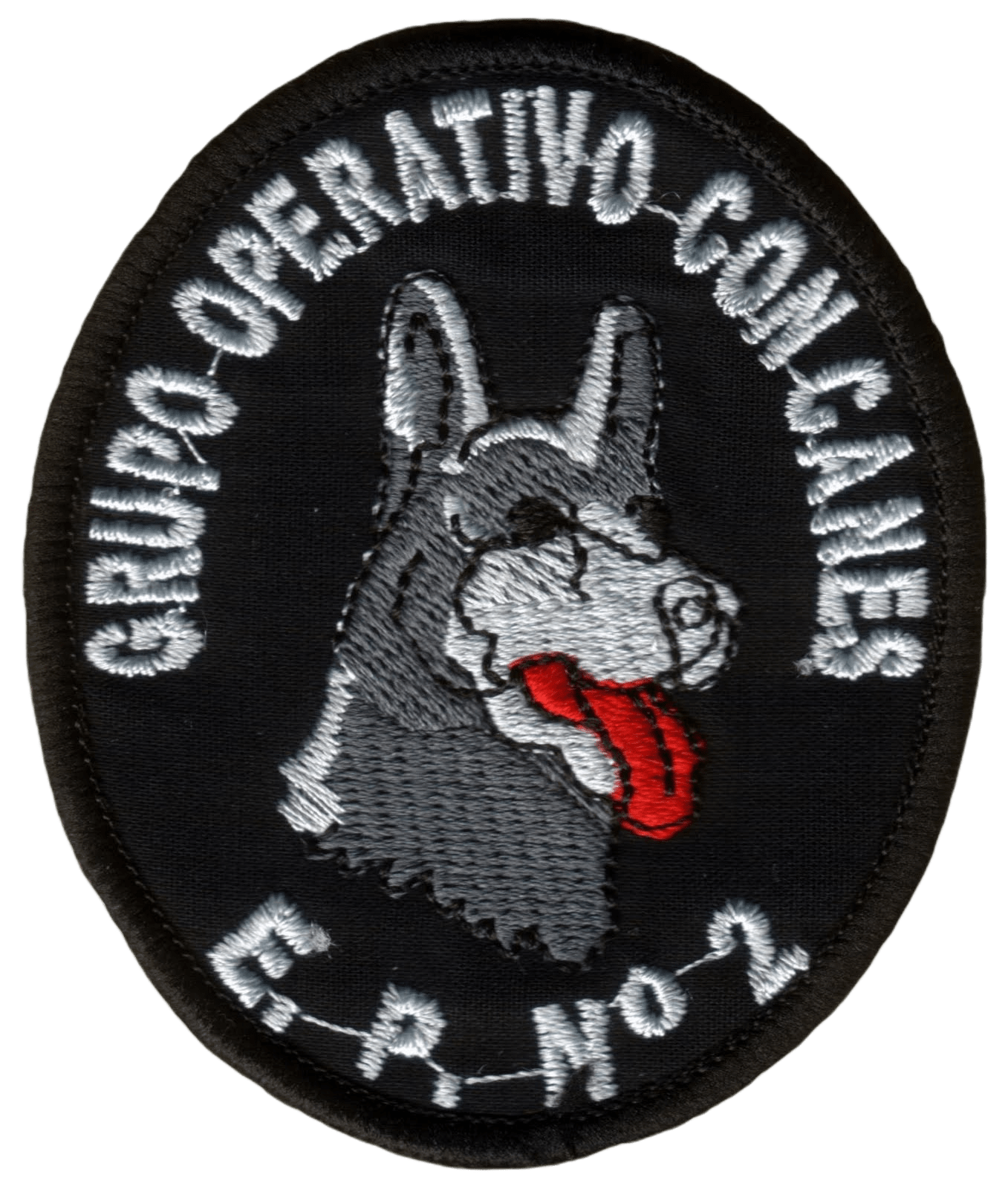

- Dirección de Remonta y Veterinaria (DRV). Asiento: Palermo (CABA).
  - Laboratorio y Depósito de Remonta y Veterinaria 601 (Lab Dep Rem Vet 601). Guar Ej Campo de Mayo (BA).
  - Haras General Lavalle. Guar Ej Tandil (BA).
  - Establecimiento General Urquiza. Asiento: Arroyo Clé (ER).
  - Establecimiento Coronel Pringles. Asiento: Quiñihual (BA).
  - Establecimiento Campo General Ávalos. Guar Ej Monte Caseros (CR).
  - Establecimiento Teniente General Cáceres. Asiento: Santo Tomé (CR).
  - Establecimiento Pulmarí. Asiento: departamento Aluminé (NQ).
  - Establecimiento Campo Los Andes. Guar Ej Campo de los Andes (MZ).
  - Establecimiento Coronel Lugones. Asiento: Vilmer (SE).
  - Establecimiento Cuadro Nacional. Guar Ej San Rafael (Cuadro Nacional, MZ).
  - Establecimiento Campo General Paz. Asiento: Ordóñez (CD).
  - Centro Ecuestre Militar Campo de Mayo (CEMCM). Guar Ej Campo de Mayo (BA).